# Aphantes
Aphantes is een geslacht van vlinders van de familie spanners (Geometridae), uit de onderfamilie Ennominae.

## Soorten
- A. melanochorda Turner, 1919
- A. syscia Turner, 1919